# Roeselia trocha
Roeselia trocha är en fjärilsart som beskrevs av Paul Dognin 1897. Roeselia trocha ingår i släktet Roeselia och familjen trågspinnare. Inga underarter finns listade.